# Cerro Tasajero
Cerro Tasajero es una montaña que forma parte de la Cordillera Oriental de los Andes, localizada al norte del área urbana de la ciudad de Cúcuta, capital del departamento Norte de Santander, noreste de Colombia.

## Geología
En geología, el cerro presenta un pliegue asimétrico con cabeceo hacia el norte, el núcleo data del cretáceo, mientras los flancos de la edad terciaria. Su proceso de formación se vio influido por las direcciones de las presiones litolícas dado que la cuenca sedimentaria de esta área sufrió un fuerte plegamiento por presiones emitidas en dirección este-oeste que originaron la montaña.

## Fallas
La zona donde yace el cerro Tasajero está marcada por 9 fallas y 7 sinclinales.
La  Falla  Tasajero  es  la  estructura más relevante por extensión  en el área,  se   caracteriza   por   ser   una   falla   de cabalgamiento con una extensión de 37.5 km con una dirección de buzamiento de 295° y  un  desplazamiento  calculado de  2  km  aproximadamente. Se cataloga como una extensión de la Falla de Boconó. Aunque no existe  evidencia  de  actividad, su  importancia  radica  en que conecta deformación compresiva acumulada  por  las  fallas circundantes que se extienden hasta Venezuela.
La Formación Catatumbo hace parte del anticlinal invertido del Cerro Tasajero, limitado al SE por un ramal de la Falla Tasajero, que en sentido SW a NE, pone en contacto a la Formación Catatumbo.  Buena parte del contacto SE de la Formación Catatumbo se encuentra cubierto por depósitos de Coluvión en los cambios bruscos de pendiente.
El  espesor  de  la  Formación  Catatumbo  se  encuentra  en  un rango  entre  106  a 208 metros, sin embargo, secciones geológicas en superficie indican espesores entre 245 a 270 metros. El espesor calculado se encuentra entre 300 a 400 metros en el sector del Cerro Tasajero (vereda El Salado).
La edad  de  la  parte  baja  de  la  Formación  Catatumbo se ubica en el cretácico superior, sin embargo, Sutton (1946) sugiere una edad  posterior ubicada alrededor del Maastrichtiense tardío. Trabajos enfocados  en  palinología  establecen  que  toda  la  formación  Catatumbo  es del Paleoceno .
Falla Tasajero
La Falla Tasajero es la principal falla con una extensión  de 37.5 km con una dirección de buzamiento de 295° y  un desplazamiento de 2 km aproximadamente.  Hacia la superficie de los  ángulos  de  buzamiento  se  encuentran  en  un rango de 30° a 58 °, siendo estos últimos más verticales donde el cerro Tasajero alcanza  su  máximo  altura. 
Los  rasgos físicos presentes  a  lo  largo  de  la  falla  son  débiles  a  moderados, con  algunas  siluetas de valles  rectilíneos y  crestas  lineales.  La edad varía entre formaciones del Cretácico al Paleógeno. Diederix (2009) propone  que  la  Falla  Tasajero  fragmenta  una  antigua  llanura aluvial de los ríos  Táchira,  Pamplonita,  y  Zulia sin  embargo,  evidencia recolectada por Oviedo (2015) indica que la deformación se da por el sistema de Fallas de El Zulia.
La Falla Tasajero no es causante de sismos actuales, pero está enraizada con las fallas de Las  Mercedes, El Zulia, Piedemonte, San Faustino, Aguas Calientes y Las Blanquitas, que es  al  parecer,  la  causante  del  estrechamiento  del  valle  del  río Pamplonita a la altura de la vereda El Salado.
Falla Tasajero Norte
La Falla Tasajero Norte es una falla de cabalgamiento con una extensión de 23.5 km con una dirección de rumbo de N50°E que corre de manera subparalela a la Falla Tasajero, que se extiende desde Sardinata. Una  parte  del  trazo  de  la  falla  ocurre  sobre  la  Formación  León,  que  consiste  en  shales verdosos.
Falla Aguas Calientes
Con  una extensión de 9.5  km en Colombia,  es   la   el   principal   rasgo morfotectónico  del área  por  ser la extensión  sur-occidental  de  la Falla  de Boconó. Es  reconocida por ser la causante del Terremoto de Cúcuta de 1875 . Se denomina Fallas Aguascalientes  al  conjunto  de  fallas  que  pasa  al  sur  del  casco  urbano  de  Ureña  en Venezuela, cruza el  río  Táchira y entra a Colombia cerca a la vereda Boconó de Cúcuta. Así, el sistema sigue hacia el Suroeste por el Seminario Mayor Diocesano de San José y luego cruza la vía principal Cúcuta-San Antonio, continua por el Barrio Bella Vista para prolongarse hacia el río Pamplonita atravesando el cementerio. La Falla de Aguascalientes define un escarpe de  moderadas dimensiones en  la margen SE del Cerro San Luis .
Falla Cúcuta
Con una extensión de 16 km, esta falla controla una parte del curso del río Pamplonita. Según Diederix (2009) el ramal norte de la Falla de Cúcuta entra a Colombia por el  puente  Francisco  de  Paula  Santander ubicado  entre  Ureña  y  Cúcuta, sobre  el  Río  Táchira. Sigue por el límite entre el Cerro San Luis y la llanura del Río Pamplonita, pasa por el cerro aledaño al Barrio Santa Clara y finaliza cerca de las montañas del Carmen de Tonchalá.

## Geografía
La temperatura media anual es de 23 °C y la precipitación es 1150 mm, siendo los topes de marzo a abril y de octubre a noviembre. Se extiende de sur a norte 24 km, se va elevando suavemente por 4,5 km, de 280 m s. n. m. a 518 m s. n. m., luego asciende por 2,3 km, de 518 m s. n. m. hasta su cima de 968 m s. n. m., allí mantiene una altura promedio por unos 4 km, luego empieza un descenso leve por 14 km donde finalmente termina a 98 m s. n. m., cerca del corregimiento cucuteño de Bellavista. Es marcado al este por el río pamplonita a 260 m s. n. m. y al oeste por la vía Cúcuta-Puerto Santander a 210 m s. n. m. que dista 6 km, a medio camino alcanza su punto más alto en forma de cono, dando la ilusión de un estratovolcán desde el flaco sur. El cerro tasajero hace parte de un trío de elevaciones de pocos cientos de metros en el centro del área rural del municipio de Cúcuta.
Se planea que el cerro sea un sitio turístico con mirador binacional, pero también se planea dejarlo como reserva forestal municipal sin alteración.

## Flora y fauna
El cerro está cubierto por bosque seco tropical donde habitan 34 familias, 57 géneros y 79 especies de flora y algunos animales pequeños como roedores, estos se ven amenazadas por la expansión urbanista, minería y cría de animales que dañan el subsuelo y por la tala de árboles, además en sus cimas se encuentran antenas de comunicación.

## Mitología
En la mitología, para los aborígenes de la zona, el cerro representaba una deidad que le hacían ofrendas con productos como las flores, las frutas, animales, artesanías y danzas, ellos creían que el río pamplonita aparte de ser una fuente de vida, era una fuerza de atracción del cerro y sus laderas proveían alimento con la crianza de animales y cultivos, los nativos lo llamaban tasa-jero,cerro sagrado.
El calendario aborigen estaba conformado por 50 lunas llenas y tenía tres fiestas importantes; la primera era el inicio del calendario, la segunda el día de la Tierra y la tercera, el día del sol que luego unificaron con el día del Cerro Sagrado.
Guerras
Una leyenda cuenta que los nativos fueron atacados por extranjeros no creyente del cerro y como tal, este enfureció y provocó una erupción volcánica dejando desolada toda la zona. En varias ocasiones el cerro hacía erupción y los nativos describían el fuego lanzado como granos de maíz. En su cima, se decía que criaban una especie gigante de gallina que se alimentaba de tal maíz y colocaba huevos con pepitas de oro. 
Los extranjeros con frecuencia subían al cerro en busca de dicho oro pero nunca encontraban nada, en uno de esos ascensos, un nativo ora al cerro por la protección, el cerro responde y del él aparece una fumarola donde empieza a salir oro, los invasores recogen el oro y se alejan, pocos minutos después, el oro se convierte en piedras al rojo vivo que les produce grandes quemaduras, los nativos les comunica a los extranjeros que si les quitan las tierras, el cerro Tasajero fungirá como protector y castigador.

## Minería
En esa zona existen explotaciones legales e ilegales que extraen recursos como grava, arena carbón, arcilla, entre otras. Las actividades en el cerro han llevado a una serie de daños a corto y mediano plazo.
Carbón
Según el inventario minero realizado por Ingeominas (1999) para el departamento del  Norte  de  Santander,  el  área  localizada  en  el  sector  de  cerro  Tasajero  presenta la mayor   explotación   de   carbón   en   el   departamento. Según Ingeominas  en 1999 calculó   un  total  de  550  millones  de  toneladas de carbón,  sin  embargo ese dato fue a nivel regional.
El cerro está lleno de aperturas y de rutas sin pavimentar para la extracción del carbón. La explotación del recurso se realiza mediante el método de cámaras y pilares junto con transporte mediante bandas transportadoras y panzers. La zona minera en conjunto comprende una extensión de 1387 Ha y 9357 m². El cerro está limitado al oriente por el Río Pamplonita y al Occidente por la quebrada La Floresta, las corrientes que drenan el Cerro Tasajero confluyen sobre las mismas. Tales actividades han llevado a una tasa elevada de tala de árboles, y al uso de químicos y de depósitos inadecuados que esterilizan el subsuelo que retardan la re-vegetalización.
Arcilla
En el cerro y en sus alrededores hay varios tejares donde se extrae la arcilla que representa un sector importante de la economía rural, pero con procesos de rápida erosión que moldean el paisaje.